# Adalbert von Mörsberg

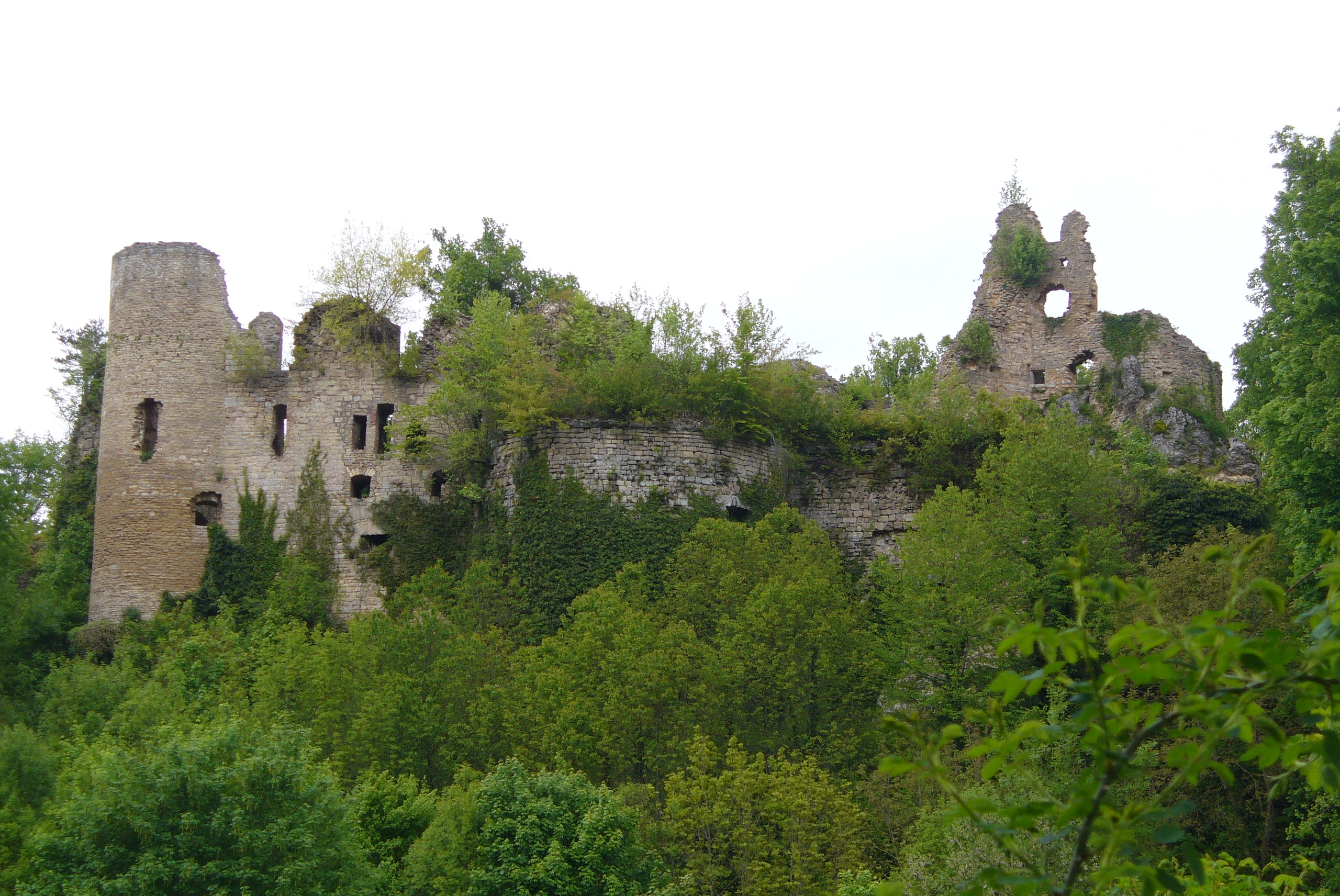
Burg Mörsberg im Elsass / Château de Morimont

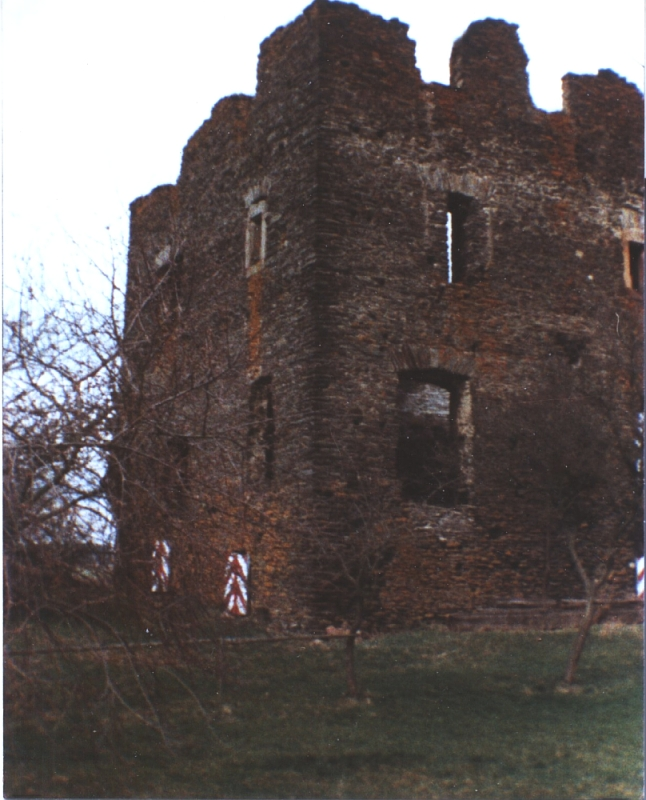
Burg Dill im Hunsrück

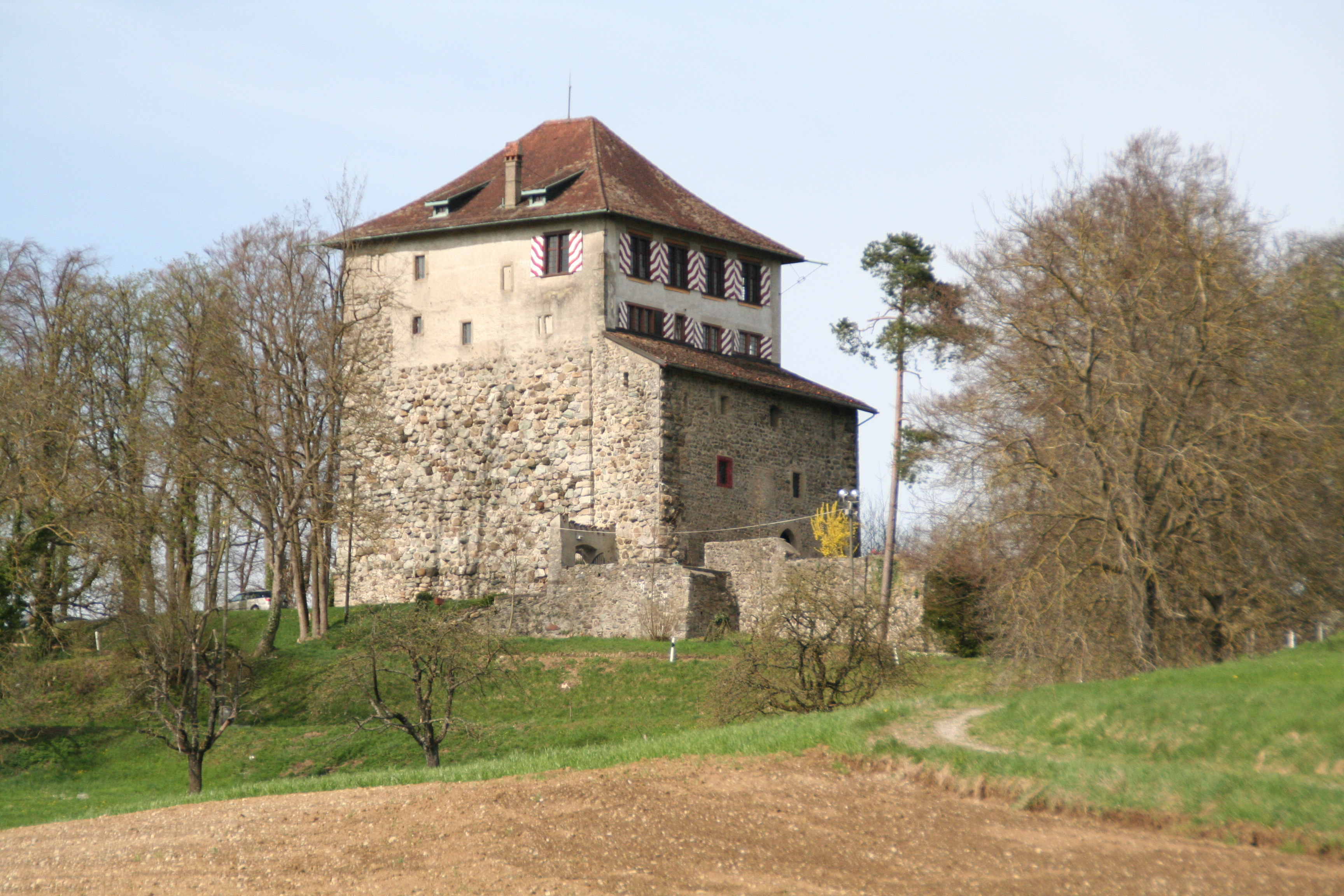
Schloss Mörsburg bei Winterthur

Adalbert II. Graf von Mörsberg (* um 1070;
† zwischen 1124 und 30. August 1125)
war Vogt der Klöster Allerheiligen in Schaffhausen und Schwabenheim bei Bad Kreuznach, Graf von Dill (Hunsrück) und Mörsberg (Elsass) sowie Besitzer der Mörsburg und der Kirche Illnau bei Winterthur (1111).
Adalbert wurde wohl um 1070 als Sohn von Eberhard VII. von Nellenburg geboren. Einer seiner Onkel war Erzbischof von Trier, ein anderer Abt im Kloster Reichenau.
Nach dem frühen Tod seines Vaters 1075 im Sachsenkrieg Heinrichs IV. übernahm er zwischen 1096 und 1098, schon zu Lebzeiten seines Onkels Burchard III., des regierenden Grafen von Nellenburg, von diesem das Amt des Klostervogts für die Eigenklöster der Nellenburger, in welchem er sich wegen unrechtmäßiger Beanspruchung von Klostergut und Brutalität den Mönchen gegenüber einen üblen Ruf erwarb. Urkunden belegen Bemühungen seiner Verwandten, die entstandenen Schäden wieder gut zu machen.
Durch die Heirat mit Mechthild von Bar-Mömpelgard, Tochter von Dietrich I., Graf von Mousson, Bar, Altkirch und Pfirt aus dem Haus Scarponnois und Ermentrude von Burgund, Erbin der Grafschaft Mömpelgard, gelangte er nach dem Tode seines Schwiegervaters 1105 in den Besitz der Burg Mörsberg bei Pfirt im Elsass und führte den vor ihm nicht belegten Titel eines Grafen von Morisberk.
Als sein Onkel 1105/1106 ohne männliche Nachkommen starb, erhielt sein älterer Bruder Dietrich Stammburg und Titel des Grafen von Nellenburg, ihm selbst fiel ein beträchtlicher Anteil des Eigenbesitzes (so Burg Dill im Hunsrück mit Kloster Schwabenheim bei Kreuznach, Besitz in Sponheim, Hamm (Eifel), Kastellaun,) und der Lehen (Reichsgut Kreuznach mit Burg Böckelheim) der Nellenburger zu. 1107 ist er als Graf von Dill belegt. 1112 wird ein Adalbert als Graf im Trechirgau genannt. Die Mörsburg bei Winterthur erhielt durch ihn ihren Namen. Burg Dill und Mörsburg scheinen zu seiner Zeit erheblich ausgebaut oder gar erst erbaut worden zu sein.
Sein Cousin Bruno von Bretten war 1102–1124 Erzbischof von Trier.
Seine Tochter und Erbin Mechthild von Mörsberg († 12. März 1152/80) verheiratete er mit Meginhard von Sponheim (* um 1085; † um 1135). 
Nach Adalberts Tod ist sein Schwiegersohn 1125 einmalig als Maynardus comes Mospercensis, also als Graf von Mörsberg belegt. 1126 trägt dieser dann den Titel eines Grafen von Burgsponheim und in der Folge nennt er sich endgültig Graf von Sponheim.
Es gingen mit der Vermählung mit der Erbtochter Grafentitel und erheblicher Grundbesitz an Meginhard über, womit die Grundlage für die Grafschaft Sponheim gelegt war. 